# SN 1997S
SN 1997S – supernowa typu Ia odkryta 6 stycznia 1997 roku w galaktyce A105751-0345. Jej maksymalna jasność wynosiła 23,03m.